# Kenocymbium
Kenocymbium Millidge & Russell-Smith, 1992 è un genere di ragni appartenente alla famiglia Linyphiidae.

## Distribuzione
Le due specie oggi note di questo genere sono state rinvenute in Asia sudorientale: la K. deelemanae è un endemismo di Sumatra e la K. simile lo è della Thailandia.

## Tassonomia
Dal 1992 non sono stati esaminati esemplari di questo genere.
A giugno 2012, si compone di due specie:
- Kenocymbium deelemanae Millidge & Russell-Smith, 1992[3] — Sumatra
- Kenocymbium simile Millidge & Russell-Smith, 1992 — Thailandia